# 李桐豪
李桐豪（1955年10月7日—），生於臺灣臺北縣（今新北市）。中華民國經濟學者與政治人物，曾任國立政治大學金融系副教授、教授、系主任，及親民黨第五屆（2002－2005）、第八届（2012－2016）立法委員。
李桐豪獲美國俄亥俄州立大學經濟學博士，擁有美國特許金融分析師（CFA）資格。曾任中華民國總統府財經諮詢小組委員、台灣證券交易所監察人、台灣金融財務季刊總編輯、任務型國民大會代表親民黨團總召、第5屆中華民國立法委員、全國經濟發展會議諮詢委員、國立政治大學金融學系教授兼主任、合作金庫銀行董事（官股代表）。
2012年第八屆立委選舉，親民黨獲得3席立委，得以組成黨團，李桐豪任總召。2015年與陳怡潔、無黨團結聯盟的高金素梅及剛退出中國國民黨的徐欣瑩等四位立委共組「立院新聯盟」政團。
2024年，成為親民黨不分區立法委員參選人，列席第一名。

## 经历
- 國立臺灣大學經濟學系 學士
- 美國俄亥俄州立大學經濟博士
- 美國財務分析師學院特許金融分析師（CFA）
- 國立政治大學商學院金融系系主任
- 台灣證券交易所監察人
- 總統府財經諮詢小組委員
- 政治大學商學院銀行研究中心主任
- 任務型國民大會代表
- 立法院（第八屆）親民黨不分區委員 
（2012年2月1日－2016年1月31日）
- 立法院政團 立院新聯盟 總召